# Lisa Rohde
Lisa Diane Rohde (Wakefield, 12 de agosto de 1955) es una deportista estadounidense que compitió en remo. Participó en los Juegos Olímpicos de Los Ángeles 1984, obteniendo una medalla de plata en la prueba de cuatro scull con timonel.

## Palmarés internacional
| Juegos Olímpicos | Juegos Olímpicos             | Juegos Olímpicos | Juegos Olímpicos         |
| Año              | Lugar                        | Medalla          | Prueba                   |
| ---------------- | ---------------------------- | ---------------- | ------------------------ |
| 1984             | Los Ángeles (Estados Unidos) | Medalla de plata | Cuatro scull con timonel |